# Budi Sudarsono
Budi Sudarsono (Kediri, 19 settembre 1979) è un ex calciatore indonesiano, di ruolo attaccante.

## Caratteristiche tecniche
Centravanti, poteva giocare anche come seconda punta o come trequartista.

## Carriera

### Club
Ha cominciato al Persebaya Surabaya. Nel 2002 è passato al Persija. Nel 2003 si è trasferito al Deltras Sidoarjo. Nel 2004 è tornato al Persija. Nel 2005 è stato acquistato dal Persik Kediri. Nel 2007 si è trasferito in Malaysia, al Polis DRM. Nel 2008 è tornato in patria, al Persik Kediri. Nel 2009 è passato al Persib. Nel 2010 si è accasato allo Sriwijaya. Nel 2011 si è trasferito al Deltras Sidoarjo. Nel 2012 è stato acquistato dal Persenga.

### Nazionale
Ha debuttato in nazionale nel 2001. Ha partecipato, con la nazionale, alla Coppa d'Asia 2004 e alla Coppa d'Asia 2007. Ha collezionato in totale, con la maglia della nazionale, 48 presenze e 15 reti.